# 극운동

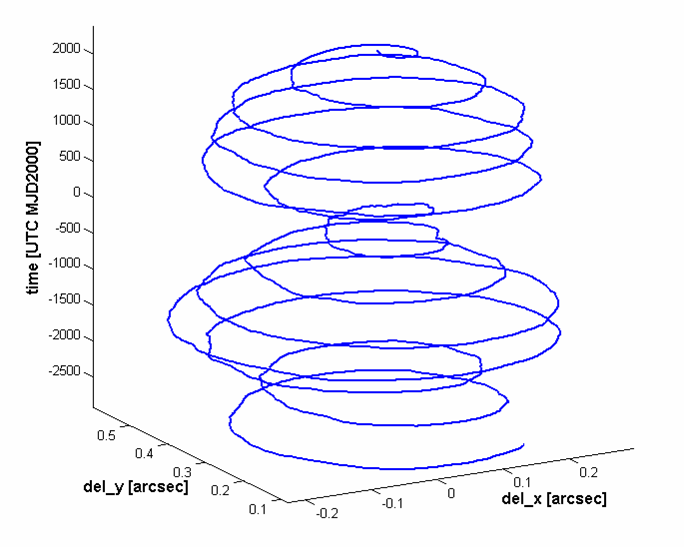
수일 기준 아크초의 극운동 (0.1아크초 ≈ 3미터).

지구의 극운동(Polar motion)은 지각에 상대적인 지구의 자전축의 운동이다.:1 이는 지구가 고정되어 있다는 가정 하에 측정된다.(이른바 지구 중심, 지구 고정, ECEF 레퍼런스 프레임) 지구 표면에서 수미터 차이가 있다.
극운동은 전통적으로 정의된 기준축인 CIO(Conventional International Origin)에 상대적으로 정의되며 이는 1900년에 대비하여 극의 평균 위치이다.

## 같이 보기
- 측지학